# Brestyanóc vára
Brestyanóc vára (horvátul: Utvrda Bršljanac), vár Horvátországban, a Monoszlói-hegység keleti részén. 

## Fekvése
Velika Bršljanica falutól északkeletre fekvő magaslaton találhatók csekély maradványai.

## Története
A vár a 13. században épült, először 1316-ban említik amikor tartozékaival együtt Károly Róbert király mint a hűtlen Monoszlói Péter birtokát Babonics Iván horvát bánnak adományozta. Hamarosan az erőd melletti területeket elválasztották a gracsenicai uradalomtól és létrehozták a berestyóci uradalmat. Az uradalom területi nagyságát tanúsítja az a tény, hogy hét helyen fizettek útvámot benne. Az uradalomhoz hét falu tartozott. 1363-ban egy bizonyos Latko birtoka lett, amiért viszonzásul Lajos királynak Ključ várát adta. A birtokbalépés után elkezdte használni a Berestyóci előnevet. Később az 1430-as évekig a Treutel család volt a birtokosa. Ezután Pratha Iváné és Miklósé volt előbb zálogként, majd királyi adományként, akik a várról vették előnevüket. 1540-ben elfoglalta a török és kiindulási pontként használta
más monoszlói erődítmények meghódítására. Az oszmánok távozása után elveszítette korábbi jelentőségét. Már nem használták, elhanyagolták és romlásnak indult.

## A vár mai állapota
A vár ma már teljesen romokban áll, egykori négyszögletes alaprajza csak fővonalakban ismerhető fel. A várat egykor mély várárok és sánc övezte. Előtte egy hengeres torony állt, szintén árokkal övezve. Bejárata délről egy hídon át vezetett. A kápolnától gyalogösvény és földút is vezet a romokhoz. A várnál 2012-ben kezdődtek a régészeti feltárások dr. Tajana Pleše irányításával. A megőrzött falak szerint feltételezhető, hogy a hegyvidéki vár egy dombon állt, amelyet védőárokkal vettek körül, amely felett a déli oldalon egy hídon át volt a bejárat. Az ásatások feladata a további részletek tisztázása.